# The Funhouse
The Funhouse és una pel·lícula slasher estatunidenca del 1981 dirigida per Tobe Hooper, escrita per Larry Block i protagonitzada per Elizabeth Berridge, Kevin Conway, William Finley, Cooper Huckabee, Miles Chapin, Largo Woodruff, Wayne Doba, i Sylvia Miles. La trama de la pel·lícula tracta de quatre adolescents de l’Oest Mitjà que queden atrapats en una atracció fosca en una fira ambulant i són assetjats per un firaire deforme assassí.
Una producció d'Universal Pictures, The Funhouse va ser la primera gran pel·lícula d'estudi del director Hooper després de La matança de Texas (1974) i Eaten Alive (1976). Els seus productors es van inspirar a produir una reeixida pel·lícula de terror adolescent després del gran èxit financer de la pel·lícula de terror de Paramount Pictures Divendres 13 (1980). Tot i que la pel·lícula estava ambientada a Iowa, el rodatge principal es va dur a terme en els estudis Norin de Miami, Florida.
En el seu llançament el 13 de març de 1981, "The Funhouse" va ser una decepció comercial, però va rebre crítiques positives i mixtes de la crítica, amb elogis per la seva atmosfera, cinematografia i l'actuació de Kevin Conway, però crítiques pel seu ritme i comparacions amb altres obres de Tobe Hooper. Estudiosos i crítics de cinema contemporanis han assenyalat que la pel·lícula continua el tema recurrent de la família de Hooper, tal com es veu a les seves pel·lícules anteriors.
Abans del seu llançament es va publicar una novel·lització de la pel·lícula de Dean Koontz,  que va utilitzar el pseudònim Owen West.

## Argument
En una petita ciutat d'Iowa, un intrús emmascarat ataca l'adolescent Amy mentre es dutxa. L'atacant resulta ser el seu germà petit Joey, un fan de les pel·lícules de terror, i la seva arma és un ganivet de goma fals.
En contra dels desitjos del seu pare, Amy visita una carnaval itinerant de mala mort amb el seu nou xicot Buzz, la seva millor amiga Liz i el xicot irresponsable de Liz, Richie. A la fira, els quatre adolescents fumen marihuana, espien un espectacle de striptease per a majors de 21 anys, burlen l'endevina Madame Zena, visiten l'exposició de monstres de la natura i veuen un espectacle de màgia il·lusionista.
Richie desafia el grup a passar la nit a "The Funhouse", que és una atracció fosca. Després que la fira tanqui, els adolescents s'instal·len dins de ‘atracció. A través d'una reixa que dóna a una habitació sota l'atracció, els adolescents veuen com l'assistent de l'atracció, un home silenciós amb una màscara de Monstre de Frankenstein, es dedica a la Zena com a prostituta. Experimenta una ejaculació precoç, però malgrat la seva petició, la Zena no li retorna els 100 dòlars; després l'assassina en un atac de ràbia.
Els adolescents intenten marxar, però es troben tancats dins de l’atracció. Mentre intenten escapar, Richie roba en secret els diners de la caixa forta d'on l'assistent emmascarat va prendre els honoraris de la Zena. El presentador de The Funhouse, en Conrad Straker, descobreix què li ha fet el seu fill Gunther Twibunt (l'assistent emmascarat) a la Zena. En Conrad també s'adona que els diners han desaparegut. Pensant que en Gunther els ha pres, l'ataca. Es revela que la cara d'en Gunther està terriblement deformada a causa de l'albinisme i la displàsia frontonasal, amb dents afilades que sobresurten, cabells prims, llargs i blancs, ulls vermells i una esquerda que li puja pel pont del nas.
Els adolescents veuen això i en Conrad s'adona que algú està mirant després que l'encenedor d'en Richie caigui a terra des del sostre on ell i els altres s'amagaven. Buzz conclou que Richie té els diners. Richie insisteix que ell hauria dividit els diners amb els altres. Tot i que la Liz vol tornar els diners,  Buzz sap que és massa tard, ja que ara estan en perill. Conrad assetja The Funhouse per eliminar qualsevol testimoni i provoca en Gunther una ràbia assassina. Els adolescents s'armen amb els diversos accessoris de l’atracció com a armes.
En Conrad penja en Richie amb una corda, i els tres restants veuen el seu cadàver passant per dins d'un carro. Liz, histèrica, cau per una porta trampa i s'enfronta a Gunther. Ella li clava una daga abans que ell la mati empenyent-li el cap a través d'un ventilador industrial. Buzz mata Conrad quan s'enfronta a ell i a l'Amy, però després és assassinat per Gunther. Durant un enfrontament entre l'Amy i Gunther a la zona de manteniment de The Funhouse, Gunther és electrocutat i aixafat fins a la mort entre dos engranatges giratoris.
A l'alba, la traumatitzada Amy surt de la The Funhouse i se'n va cap a casa mentre la dona grassa animatrònica situada a sobre de l'entrada riu burlant-se d'ella.

## Repartiment
- Elizabeth Berridge com a Amy Harper
- Cooper Huckabee com a Buzz
- Largo Woodruff com a Liz Duncan
- Miles Chapin com a Richie
- Kevin Conway com a Freak Show Barker / Strip Show Barker / Conrad Straker, The Funhouse Barker
- Wayne Doba com a Gunther Twibunt, El Monstre
- Sylvia Miles com a Madame Zena
- William Finley com a Marco el Magnífic
- Shawn Carson com a Joey Harper
- Rebuka Hoye com a ballarina de striptease
- Jack McDermott com a Sr. Paul Harper
- Jeanne Austin com a Sra. Ellen Harper

## Temes
Al seu llibre de 1997 Hearths of Darkness, l'autor Tony Williams argumenta que The Funhouse "continua l'exploració [de Hooper] de la naturalesa repressiva de la família americana", un tema explorat anteriorment a La matança de Texas (1974). Williams postula a més que el "món carnavalesc" en què entra Amy actua com un contrapunt alliberador i no reprimit a la naturalesa restringida de la seva vida familiar amb la seva família. El tema de la família va ser assenyalat de manera similar per la crítica Cynthia Rose de The Monthly Film Bulletin, que va escriure sobre la pel·lícula durant la seva estrena el 1981: "De nou, com a [The Texas] Chain Saw [Massacre], el veritable enfocament de la pel·lícula és la família i, a través d'ella, la societat "permissiva". Una vegada i una altra, veiem com la família "monstruosa" (i una vegada més totalment masculina) —la font del mal— es manté i regenera exterminant (a "Chain Saw", en realitat devorant) l'amenaça del foraster.
"The Funhouse" conté elements de metaficció, inclosa la seva escena inicial, que parodia explícitament la seqüència inicial de la pel·lícula slasher de 1978 Halloween, així com l'escena de la dutxa a Psicosi (1960). Hooper va dir que l'escena inicial "immediatament et fa saber que estàs veient una pel·lícula de gènere. En particular, també va ajudar a fer la pel·lícula una mica segura. I jo volia això. Perquè volia el color i la fantasia, per anar avançant fins al moment en què aquesta persona [que] porta una màscara de Frankenstein és en realitat l'estranya anomalia".
Al llibre del 2021 American Twilight: The Cinema of Tobe Hooper, els escriptors Kristopher Woofter i Will Dodson assenyalen un tema recurrent al llarg de The Funhouse d'un món en què els adults maltracten i menyspreen els adolescents, caracteritzant-los com "una cabale corrupta que priva els joves dels seus drets".

## Producció

### Desenvolupament
The Funhouse va ser escrita per Larry Block, i el guió va ser comprat per Universal Pictures, que buscava produir una pel·lícula de terror dirigida a adolescents després de l'èxit de Paramount Divendres 13 (1980). Tobe Hooper, que havia completat recentment la minisèrie Salem's Lot (1979) per a Warner Bros., va rebre una oferta per dirigir The Funhouse. Hooper va acceptar signar com a director, ja que veia "molt potencial" en el seu ambient de carnaval; Hooper era un admirador de Nightmare Alley (1947), una pel·lícula negra ambientada en un carnaval, i sempre havia volgut fer una pel·lícula pròpia ambientada al mateix lloc.

### Càsting
Elizabeth Berridge, que va ser escollida per al paper principal d'Amy Harper, rep un crèdit de "presentació", tot i que anteriorment havia aparegut a la pel·lícula Natural Enemies (1979). Largo Woodruff va ser escollit per al paper de la millor amiga d'Amy, Liz, després de fer una audició i proves de pantalla per al paper amb Hooper a la ciutat de Nova York.
Comentant a Roger Ebert en aquell moment, Sylvia Miles va dir sobre el seu càsting: "[És] fabulós, interpreto una endevina. Madame Zena. Tinc un accent fals i una gran escena on perdo l'accent gradualment mentre m'assassinen a la casa de diversió. Per descomptat, hi ha gent que m'ha preguntat per què vull sortir en una pel·lícula de terror. Ja sabeu el que sempre dic: Millor una pel·lícula de terror que una pel·lícula horrible. A més, la gent que les veu, crec que recorda les pel·lícules de terror millor que les altres".

### Rodatge
Tot i que ambientada a l’Oest Mitjà a Iowa, The Funhouse es va rodar als estudis Ivan Tors de Miami, Florida, en aproximadament deu setmanes. Segons Hooper, el pressupost era "una mica més de dos milions de dòlars". La producció originalment tenia la intenció de rodar la pel·lícula als solars d'Universal Studios, però va optar per filmar a la costa est, ja que no van poder obtenir una exempció a l'estat de Califòrnia que permetés al nen actor Shawn Carson —que va tenir un paper important a la pel·lícula— treballar durant la nit a causa de les lleis de treball infantil. El rodatge a Florida també va permetre a Hooper i a la producció contractar carnavals reals per aparèixer a la pel·lícula, ja que molts treballadors de carnavals itinerants s'estableixen a l'estat durant la temporada d'hivern, quan es va produir el rodatge principal.
Les atraccions i atraccions que apareixen a la pel·lícula, que daten de les dècades de 1940 i 1950, es van adquirir d'un carnaval desaparegut a Akron (Ohio). Els animals de "freakshow" que es veuen a la pel·lícula, incloent-hi una vaca amb paladar fissurat i una altra amb dos caps—eren animals reals que pertanyien a una fira ambulant.

### Efectes especials
L'aspecte facial deformat de Gunther Twibunt —a qui Hooper i altres membres de l'equip van anomenar "home-vaca"—va ser dissenyat pel maquillador Rick Baker i executat pel maquillador Craig Reardon. El guió de la pel·lícula no descrivia l'aspecte de Twibunt amb gaire detall, cosa que va permetre a Baker una certa llibertat creativa durant el procés de disseny. En una entrevista a Fangoria, Baker va dir:
| « | És un monstre amb un defecte de naixement. Després de començar a pensar-hi una estona, em vaig sentir molt culpable per haver convertit aquella deformitat en un monstre. És tan fàcil prendre el terror directament de la natura, perquè hi ha algunes coses reals força horribles. Simplement no em sentia bé convertint-lo en un monstre directe, així que hi vaig afegir una mica més. "Espero" que es percebi així, perquè encara té molt de l'aspecte de defecte de naixement. | » |

Les mans de Twibunt van ser dissenyades per Reardon. El personatge va ser interpretat per Wayne Doba, un mim de la zona de San Francisco.
A més, Reardon va dissenyar el germà de Twibunt, un nadó preservat que presenta deformitats facials similars a les que es veuen a la fira de la pel·lícula. Es va utilitzar un motlle de vinil d'un nadó d'una botiga de subministraments mèdics com a base per a l'atrezzo.

## Música
La partitura musical orquestral de "The Funhouse" va ser composta per John Beal. El 1998, la partitura de Beal es va publicar en disc compacte, que es va convertir en una peça de col·leccionista. El 2023, la banda sonora va rebre una edició limitada en vinil de Waxwork Records.

## Estrena
The Funhouse es va estrenar a 814 cinemes dels Estats Units el 13 de març de 1981. Es va estrenar en alguns llocs amb el subtítol Carnival of Terror.

### Emissió televisiva
Després de la seva estrena als cinemes, es va emetre un muntatge alternatiu de la pel·lícula a la televisió  que incloïa material addicional per suplantar les escenes de violència i nuesa que s'havien d'eliminar, així com per augmentar la durada. Aquest metratge es va publicar com a complement independent al disc Blu-ray publicat per Scream Factory.

### Mitjans domèstics
La pel·lícula va ser processada sense èxit com a video nasty al Regne Unit uns anys després del seu llançament; el BBFC havia aprovat prèviament la pel·lícula per a l'exhibició al cinema amb una classificació X]. Alguns comentaristes han qüestionat el seu intent de prohibició, atès que la pel·lícula és força moderada en comparació amb altres entrades de la llista, cosa que ha portat alguns a suggerir que va ser escollida per error en lloc de la infame Last House on Dead End Street, que es va estrenar amb un títol alternatiu The Fun House i no va aparèixer a la llista. El 1987, la BBFC va aprovar la pel·lícula per a la seva publicació en mitjans domèstics amb una classificació per 18 anys, que va ser rebaixat a un certificat 15 el 2007. La pel·lícula va rebre una edició especial en disc Blu-ray al Regne Unit el 18 de juliol de 2011, per Arrow Video.
Als Estats Units, GoodTimes Entertainment va publicar The Funhouse en VHS i DVD el 1998 i el 1999, respectivament. Universal Home Entertainment va publicar una edició en DVD el 2004.
L'octubre de 2012, Shout! Factory va llançar la pel·lícula en Blu-ray i DVD en una edició especial de col·leccionista sota el seu subsegell de terror, Scream Factory. Scream Factory va llançar una edició 4K Ultra HD Blu-ray amb entrevistes recentment realitzades amb membres del repartiment i l'equip tècnic el 12 de setembre de 2022.
La pel·lícula també s'ha posat a disposició per a la reproducció en streaming en diverses plataformes, inclòs el servei de reproducció en streaming de terror Shudder el 2022.

## Recepció

### Taquilla
The Funhouse va recaptar 2.765.456 dòlars als Estats Units durant el cap de setmana d'estrena i va arribar a recaptar un total de 7.886.857 dòlars.

### Recepció crítica
Al lloc web agregador de ressenyes Rotten Tomatoes, The Funhouse té una qualificació d'aprovació del 67% basada en 21 ressenyes de la crítica, amb una mitjana aritmètica de 6,2/10. Tobe Hooper va ser elogiat específicament per aportar estil i suspens a la que podria haver estat una pel·lícula de terror estàndard de principis dels anys vuitanta centrada en la sang i el gore, i el seu treball aquí va ser en gran part responsable que aconseguís la feina de dirigir la pel·lícula original Poltergeist. Al crític de cinema Gene Siskel del Chicago Tribune li va agradar la pel·lícula i li va donar una ressenya positiva. També la va citar com un dels seus "plaers culpables" en un programa del 1987, donant a la pel·lícula el mèrit de tenir una història interessant, una direcció creativa i fins i tot un dolent una mica simpàtic.
John Corry, de The New York Times, va fer una crítica mediocre de la pel·lícula, i va assenyalar: "De vegades, de fet, el Sr. Hooper gairebé ens convenç que fa alguna cosa més que sang, esgarrifós i traumàtic. Ha fotografiat una fira -espectacle de fenòmens, espectacle de noies, estafadors i friquis- amb sentit de l'estil. La fira és una petita visió de l'Amèrica mitjana que s'ha tornat malament, que es deleita amb alegria mesquina, i no és dolenta mentre dura. Aleshores arriba el monstre i baveja".La ressenya de Variety de la pel·lícula va ser igualment mixta: "Malgrat tota l'elegància de la fotografia, [la] pel·lícula no té res en particular amagat, i els devots de La matança de Texas del director Tobe Hooper estaran particularment decebuts per la manca gairebé total de sorpreses i caos."
En una crítica publicada a People, la pel·lícula va ser elogiada: "Tot i que el director, Tobe (La matança de Texas) Hooper, hauria d'haver passat a coses millors, és el mestre d'aquest gènere de sang i sadisme... La pel·lícula presenta una confrontació final terriblement tensa. Alex Keneas de Newsday també va donar a la pel·lícula una crítica positiva: "The Funhouse no funciona com a gore gratuït i gràfic, però no cal que ho sigui. En petites coses i utilitzant els recursos tradicionals i provats del gènere... augmenta hàbilment les expectatives [i] evoca molt bé la sensació de fred d'una època passada mentre ret homenatge a Hitchcock i James Whale."

## Novelització
Una novel·lització del guió va ser escrita per Dean Koontz, sota el pseudònim d'Owen West.